# 博索尼德王朝
博索尼德家族（英語：Bosonids、法語：Bosonides）是加洛林帝国時期的一個諸侯家系，始祖為博索三世（長者博索、英語：Boso the Elder）。該家族在普羅旺斯地區持有領地，並且透過聯姻，與加洛林家族產生連結，誕生數位義大利地區的國王和一位法兰克帝国的皇帝。
普羅旺斯伯爵博索五世（普羅旺斯的博索、英語：Boso of Provence）是該家族最重要的家族成員之一。博索曾經作為秃头查理的侍从，並在875年被指定為義大利總督。於查理兒子路易二世死后，博索拒絕承認路易的兩個兒子卡洛曼二世和路易三世为法蘭西的國王。透過貴族支持，博索於879年在維埃納宣称自己为普罗旺斯国王。日後博索便持續以其頭銜與查理三世（胖子查理）抗拮。887年博索去世，其子路易三世（瞎子路易）於博索的夫人義大利的埃芒加德（英語：Ermengard of Italy、義大利語：Ermengarda d'Italia）攝政下即位。
查理三世收養了路易三世，並合法化其王室头衔。888年查理三世去世，隨後加洛林帝國走向分裂。以查理三世的收養為法律基礎，路易三世取代加洛林家族的親戚，即位為義大利國王（西元900年開始）與法蘭克帝國皇帝（西元901年至905年）。然而路易雖然在帕维亚和罗马被加冕，但實際上却不能维持其權力。西元905年路易三世進攻義大利並戰敗，隨後被刺瞎雙眼，並被迫交出義大利國王與皇帝頭銜。

## 博索尼德的支系

### 长者博索的支系
- 长者博索
  - 女儿，可能叫做Richildis,嫁给戈尔兹的比文; 他们的后代如下：
  - 博索,意大利的伯爵
  - Teutberga,嫁给洛泰尔二世 (洛林)
  - Hucbert, 圣莫里斯修道院平教徒修道院长
    - 阿尔勒的西奥博尔德,娶伯莎,即洛泰尔二世 (洛林)和Waldrada的女儿
      - 阿尔勒的于格,意大利国王
        - 洛塔尔,意大利国王

      - 博索, 多斯加尼侯爵
        - 伯莎或 Gersenda,嫁给勃艮第的博索(比文的支系, 下同), 之后再婚，嫁给鲁埃格的雷蒙德二世
        - 薇拉,嫁给意大利的贝伦加尔二世

### 戈尔兹的比文的支系
- 亚眠伯爵理查德
  - 理查德
  - 戈尔兹的比文, 娶长者博索的女儿Richildis（姓名不确定）
    - 勃艮第公爵欧坦的理查,娶欧塞尔的阿德拉邑达，之后有再婚
      - 西法兰克王国国王，勃艮第公爵拉乌尔，娶法蘭西的艾瑪
        - 路易
        - 朱蒂斯

      - 勃艮第公爵黑于格
        - 姓名未知，可能是黑于格的女儿或姐妹，嫁给勃艮第的吉尔伯格。
          - 阿德拉邑达, 别号Werra,嫁给莫城的罗贝尔
          - Liegardis,嫁给勃艮第公爵奥托

      - 多斯加尼的侯爵(长者博索的支系)，伯爵博索, 娶博索的女儿伯莎,
      - 第戎伯爵Gibuin;再婚
        - 第戎伯爵雨果
          - 第戎伯爵理查德
          - 伯爵雨果
          - 沙隆主教Gibuin
          - 奥都

    - Richildis,嫁给秃头查理
    - ?梅斯伯爵比文?
    - 普罗旺斯国王，维埃纳伯爵博索,再婚娶路易二世 (意大利)之女義大利的埃芒加德
      - 瞎子路易
        - 维埃纳伯爵卡罗勒斯·君士坦丁,娶桑斯的Theoberga
          - 雨果伯特
          - 理查德
          - (不确定) 康斯坦提亚,嫁给阿尔勒的博索二世

      - Engelberga,嫁给阿基坦公爵虔信者威廉

## 扩展阅读
- Constance B. Bouchard, "The Bosonids or Rising to Power in the Late Carolingian Age" French Historical Studies 15.3 (Spring 1988), pp. 407–431.